# Van arribar a Cordura
Van arribar a Cordura (títol original en anglès: They came to Cordura) és una pel·lícula dels Estats Units dirigida per Robert Rossen, estrenada el 1959. Ha estat doblada al català.

## Argument[2]
Finals de 1916, tenen lloc escaramusses a la frontera mexicana entre l'exèrcit americà i grups de revolucionaris. En vigílies de l'entrada en guerra a Europa, el major Thorn (Gary Cooper) té per a missió distingir, sobre el terreny, cinc soldats per a la seva valentia al combat. El coronel Rogers (Robert Keith) sap que Thorn ha fet figa en una batalla, però vol ajudar-lo a redimir-se. Una vegada els cinc homes escollits, Thorn els ha de portar per rebre la medalla d'or del Congrés, en companyia d'una americana (Rita Hayworth) acusada d'ajuda als mexicans. En el transcurs del seu llarg camí, els herois ensenyaran una altra cara, mentre Thorn tracta de portar la seva missió sense fallar aquesta vegada.

## Repartiment
- Gary Cooper: major Thomas Thorn
- Rita Hayworth: Adelaide Geary
- Van Heflin: sergent John Chawk
- Tab Hunter: tinent William Fowler
- Richard Conte: caporal Milo Trubee
- Michael Callan: 2a classe Andrew Hetherington
- Dick York: 2a classe Renziehausen
- Robert Keith: coronel Rogers
- Carlos Romero: Arreaga
- James Bannon: capità Paltz
- Edward Platt: coronel DeRose
- Maurice Jara: federal mexicain
- Sam Buffington: M. Kinglake, corresponsal del Nova York World
- Arthur Hanson: M. Dyson, corresponsal del Sun

## Critiques
| « | Western que decep una mica ja que Rossen és massa intel·ligent per acceptar les regles del gènere, i la pel·lícula en pateix. | » |
| — | |   |

| « | Després d'un excel·lent tros de valentia - l'atac del ranxo - la pel·lícula situa cada personatge del petit grup respecte a les preguntes del valor i de la covardia. Cada rèplica, cada reacció, cada incident és allà per aprofundir aquest problema sense negligir res d'una progressió dramàtica constant que ateny, en l'última escena, una intensitat extraordinària. | » |
| — | |   |

| « | Rossen no va aprofitar al màxim la qualitat del seu repartiment en aquest interessant western d'honors perduts. No obstant això, té el seu encant. | » |
| — | |   |